# 이영호 (1988년)
이영호(1988년 10월 4일 ~ )는 대한민국의 전직 스타크래프트 프로게이머이다. LuCifer[Name]라는 아이디를 사용하며, 종족은 프로토스이다.
2007년 상반기 드래프트에서 KTF 매직엔스(현 KT 롤스터)의 4차 지명으로 입단하였다.
2009년 7월 31일 위메이드 폭스로 이적하였다. 2011년 8월 22일, 위메이드 폭스의 해체로 거처를 찾고자 했지만 결국 거처를 찾지 못하자 2011년 10월 24일 은퇴를 선언하였다.

## 수상 경력
- 2006년 10월 제24회 커리지매치 입상
- 2007년 10월 곰TV MSL 시즌3 32강
- 2008년 6월 아레나 MSL 2008 16강
- 2008년 6월 곰TV TG삼보-인텔 클래식 2008 시즌1 16강
- 2015년 5월 스베누 스타리그 시즌 2 챌린지 24강

## 데뷔 그리고 KTF
- 팀 내의 웨스트 3대토스를 물리치고 KTF 매직엔스의 필승카드로 불리며 차세대 프로토스라는 영예로운 수식까지 받은 적이 있다. 신한은행 프로리그 2008 시즌 초기에는 개인전 6연승을 달성하며 2008 시즌 프로리그 신인왕으로 거의 낙점되어 있었다. 하지만 환상적인 대(對)프로토스전과 대(對)테란전에서 보여준 실력과는 달리 대(對)저그전에서만큼은 약한 모습을 보이고 있다. MSL 16강 B조 경기 이제동선수와의 3전 2선승제 경기에서 2:0으로 패배한 것을 시작으로, 프로리그에서 박찬수선수에게 안드로메다에서 완패, 이어 이스트로의 박문기선수와의 경기에서도 패배하면서 신한은행 프로리그 2008 개인전 5연패를 기록, 신한은행 프로리그 08~09시즌에서도 패배만을 거듭하며 팬들 사이에서 사상 최악의 거품선수라는 비난을 받았다.

## 위메이드 이적, 그 이후의 이영호
- 신한은행 프로리그 08~09 출전빈도 횟수가 적어지고 팀에서의 입지가 좁아지자 결국 위메이드 폭스로 이적. 곧이어 시작된 신한은행 프로리그 09~10 출격하여 김태균, 신재욱선수 등을 잡는듯 하였으나 은퇴할때까지 테란전과 저그전에서는 연패를 달렸다. 2009년 7월 위메이드 이적 이후 처음 출전한 프로리그 (2009년 11월 3일 화승전 3세트 vs 김태균 , 매치포인트)에서 승리를 거두면서 프로리그 연패를 끊고, 이후 출전한 경기에서 (2009년 11월 29일 이스트로전 2세트 vs 신재욱 , 매치포인트) 또 한번 승리를 하면서 슬럼프에서 벗어나는 듯 하였으나, 12월 7일 김명운전 패배이후, 박준오에게 2번포함해 최근 변형태와의 경기에서도 패하면서 다시 프로리그 연패에 빠지게 된다. 그래도 그 뒤로도 프로토스전만은 조금씩 승리를 해주곤 했다. 하지만 또다시 연패를 하며, 출전기회조차도 상실해 버렸다. 결국 2011년 10월 24일 팀이 없어지고, 입찰에도 실패하자 은퇴를 선언하였다.

## 트라비아
- KT 롤스터의 테란 이영호선수와 이름이 같으므로, 테란 이영호 선수는 테영호, 프로토스 이영호 선수는 프영호라고 불린다. Kespa에는 프로토스 이영호가 이영호로, 테란 이영호는 이영호1이라는 명칭으로 등록되어 있다.
- KT 이영호와 이름이 같아 그가 경기에 출전하면 일부 안티들은 KT 이영호를 언급하며 악플을 적어대는 경우가 가끔씩 있었다. 만약 지는 경우에는 괜히 KT 이영호를 비난하는등 도를 넘어선 행동들을 서슴지 않게 했다. 은퇴로 이제는 글을 써대던 안티들도 잠잠해졌다. 하지만 여전히 KT 이영호 안티는 존재한다.